# Nadir Legrand
Nadir Legrand est un acteur et un dramaturge français né à Paris en 1971. Il est diplômé de la Classe-Libre du Cours Florent. En 2003, il rejoint le collectif Les Possédés. En 2007, il fonde avec quatre autres comédiens le collectif L’Avantage du Doute. Il est le petit-fils de Raymond Legrand, le demi-neveu de Michel Legrand et le fils de Benjamin Legrand.

## Filmographie

### Cinéma
- 2000 : Regarde-moi (en face) de Marco Nicoletti : Antoine
- 2010 : Un balcon sur la mer de Nicole Garcia : Le père de Cathy
- 2011 : Pourquoi tu pleures ? de Katia Lewkowicz : Laurent
- 2014 : Tiens-toi droite de Katia Lewkowicz : collègue cellule recherche
- 2018 : Tout ce qu'il me reste de la révolution de Judith Davis : Stéphane
- 2020 : Amants de Nicole Garcia : professeur école hôtelière
- 2021 : Chère Léa de Jérôme Bonnell
- 2022 : Une belle course de Christian Carion
- 2023 : Rien à perdre de Delphine Deloget
- 2024 : Bonjour l'asile de Judith Davis

### Télévision
- 1994 : Mission top secret, (série) épisode The Mona Lisa Mix-Up (France3)
- 2002 : Une femme d'honneur, épisode Secret de famille (TF1)
- 2005 : PJ, (série) épisode Religion réalisé par Brigitte Coscas (France2)
- 2008 : Hard (série) saison 1 réalisé par Cathy Verney (Canal +)
- 2012 : Dame de Trèfle (Téléfilm) réalisé par Philippe Venault (France2)
- 2016 : Munch (série) réalisé par Gabriel Julien-Laferrière (TF1)
- 2017 : Le Chalet (mini-série X6) de Alexis Lecaye et Camille Bordes-Resnais (France 2)
- 2024 : Les Sentinelles

## Théâtre (partiel)[1],[3]
- 1996 : Putain de camion, (coauteur avec Samuel Jouy, acteur et metteur en scène), Festival de Sarlat [4]
- 1998 : Du Désavantage du Vent, mise en scène par Eric RUF, Cie d'Edvin(e)
- 1999 : Marion Delorme de Victor Hugo, mise en scène d'Eric VIGNER
- 2000 : Les Belles Endormies du Bord De Scène (coauteur et acteur) mise en scène par Eric RUF, Cie d'Edvin(e)
- 2001 : Egophorie création collective Cie d'Edvin(e), Le Volcan Scène Nationale du Havre
- 2003 : Célibataires de Rodolphe Sand et David Talbot
- 2004 : Oncle Vania d'Anton Tchekhov, par le collectif Les Possédés (acteur), La Ferme du Buisson, Marne-la-Vallée[5]
- 2005 : L'Avantage du doute (le spectacle), collectif tg STAN (coauteur et acteur), Théâtre de la Bastille, Paris[6]
- 2006 : Le Pays lointain de Jean-Luc Lagarce, mise en scène de Rodolphe Dana (acteur), La Ferme du Buisson, Marne-la-Vallée
- 2007 : Derniers remords avant l'oubli de Jean-Luc Lagarce, mise en scène de Rodolphe Dana (acteur), Théâtre de la Bastille
- 2008 : Tout ce qui nous reste de la révolution, c'est Simon, du collectif L’Avantage du Doute (coauteur)
- 2009 : Merlin ou La Terre dévastée, d’après Tankred Dorst, mise en scène de Rodolphe Dana (acteur), Théâtre de la Colline
- 2010 : Planète d’Evguéni Grichkovets (co-metteur en scène), La Ferme du Buisson, Marne-la-Vallée
- 2011 : Bullet Park de John Cheever, mise en scène de Rodolphe Dana collectif Les Possédés(acteur)
- 2012 :  La Légende de Bornéo, collectif L’Avantage du Doute (coauteur et acteur)
- 2012 : Cot-Cot-City de Marie Nimier (metteur en scène), La Ferme du Buisson, Marne-la-Vallée
- 2014 : Platonov, d'Anton Tchekhov, mise en scène de Rodolphe Dana collectif Les Possédés(acteur) Théâtre National de la Colline
- 2016 : Le bruit court que nous ne sommes plus en direct, collectif L'Avantage du Doute (coauteur et acteur) Théâtre de la Bastille
- 2017 : Price, adaptation et dramaturgie du roman de Steve Tesich, mise en scène de Rodolphe Dana au Théâtre de Lorient
- 2018 : La Caverne, écriture et direction du spectacle jeune public, collectif  L'Avantage du Doute Théâtre de la Bastille
- 2018 : Occupation 2, le collectif l'Avantage du Doute s'installe au Théâtre de la Bastille du 23 mai au 16 juin
- 2019 : La Légende de Bornéo, collectif L'Avantage du Doute, Théâtre de l'Atelier, Théâtre des Carmes (Festival d'Avignon)
- 2022/23 : Encore plus, partout, tout le temps, collectif L'Avantage du Doute, Théâtre de Nîmes, Théâtre de la Bastille

## Radio
- 2014 : La légende de Bornéo par le Collectif l'Avantage du Doute (France Culture)[7]
- 2016 : Le bruit court que nous ne sommes plus en direct par le collectif l'Avantage du Doute (France Culture)[8]